# Райхвальде

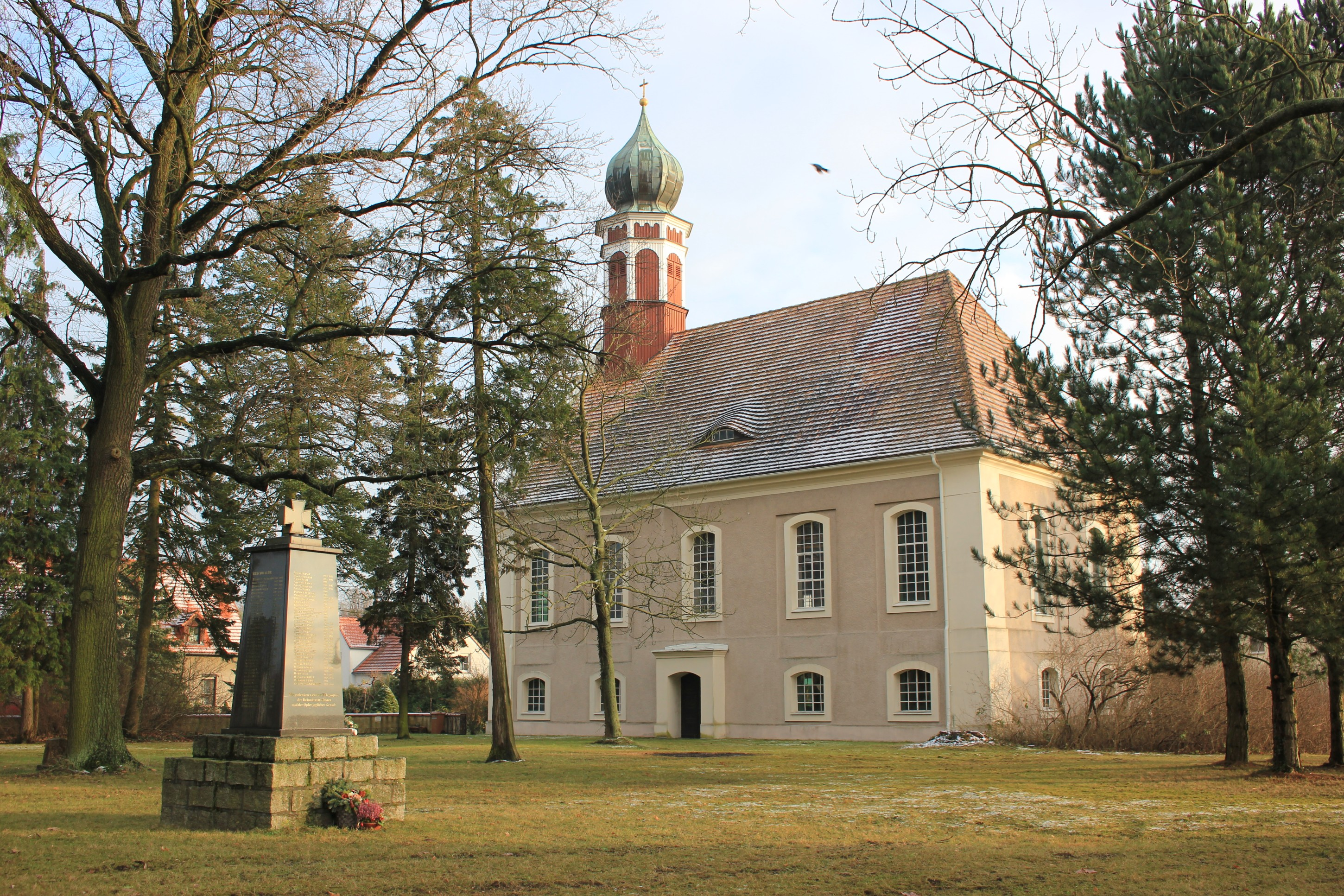

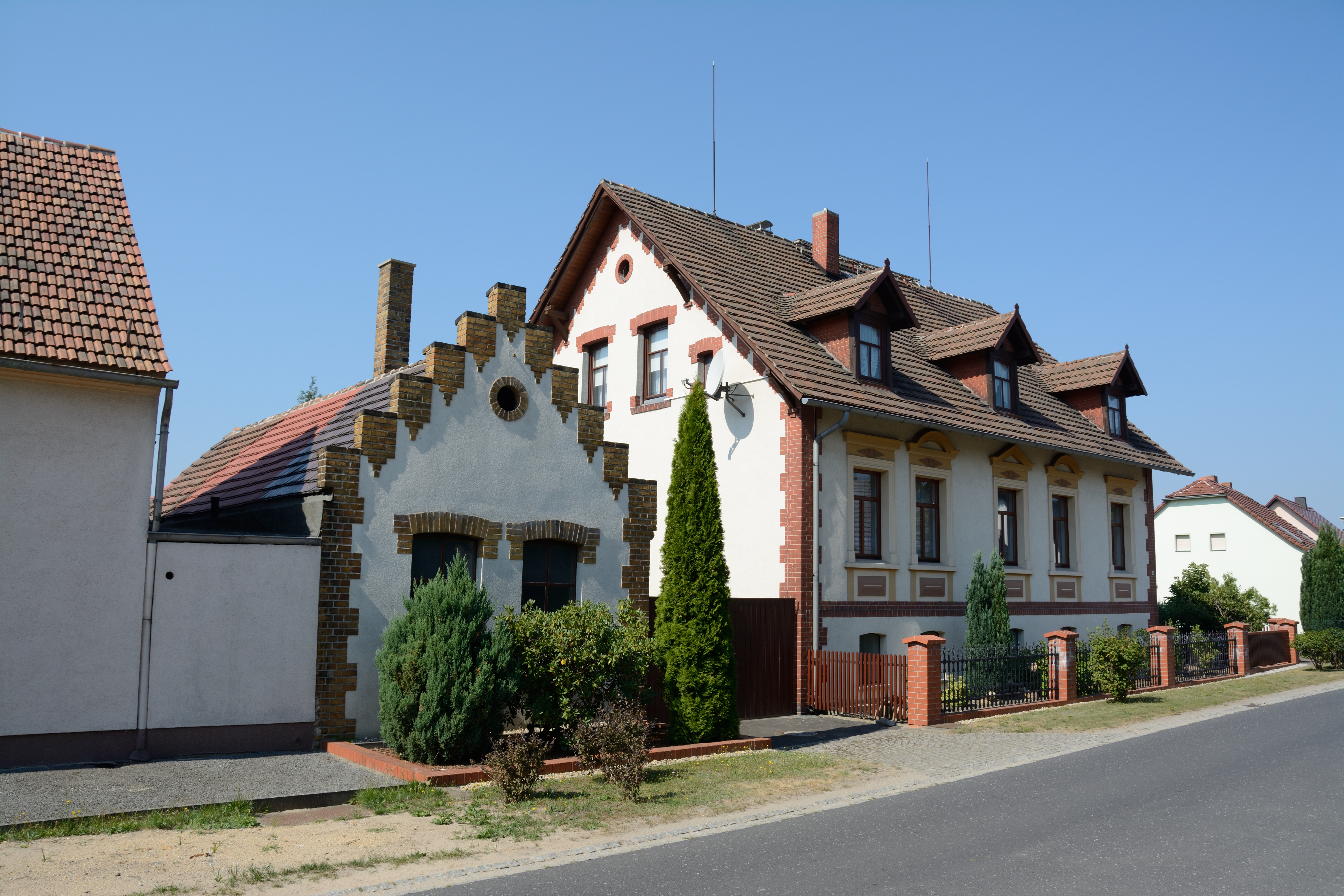

Ра́йхвальде или Ры́хвалд (нем. Reichwalde; в.-луж. Rychwałdо файле) — деревня в Верхней Лужице, Германия. Входит в состав коммуны Боксберг района Гёрлиц в земле Саксония. Подчиняется административному округу Дрезден.

## География
Находится в южной части района Лужицких озёр на самом севере коммуны Боксберг. На севере от деревни находится поверхностная угольная шахта под названием Тагебау-Райхвальде. Через деревню проходит автомобильная дорога S 131.
Соседние населённые пункты: на востоке — деревня Новы-Любольн коммуны Ричен, на юге — деревни Хребя и Чернск коммуны Креба-Нойдорф, на юго-западе — деревни Радшовк и Дырбах и на западе — деревня Крынгелецы.

## История
Впервые упоминается в 1364 году под наименованием Rychenwald.
Численность населения деревни значительно увеличилась после Второй мировой войны во время разработки близлежащих месторождений бурого угля и достигла своего максимума в 1960-е годы. После объединения Германии в 1991 году были закрыты некоторые угольные шахты и численность населения упала до уровня начала XIX века.
С 1999 года входит в состав современной коммуны Боксберг.
В настоящее время деревня входит в состав культурно-территориальной автономии «Лужицкая поселенческая область», на территории которой действуют законодательные акты земель Саксонии и Бранденбурга, содействующие сохранению лужицких языков и культуры лужичан.
Исторические немецкие наименования
- Rychenwald, 1364
- Apeczko residem in Richenwalde, 1394
- Rychenwald, 1404
- Reichinwalde, 1430
- Reichinwalde, 1463
- Reichwalde, 1569

## Население
Официальным языком в населённом пункте, помимо немецкого, является также верхнелужицкий язык.
Согласно статистическому сочинению «Dodawki k statisticy a etnografiji łužickich Serbow» Арношта Муки в 1884 году в деревне проживало 625 человек (из них — 505 серболужичан (81 %)).
Лужицкий демограф Арношт Черник в своём сочинении «Die Entwicklung der sorbischen Bevölkerung» указывает, что в 1956 году при общей численности в 926 человек серболужицкое население деревни составляло 19,9 % (из них верхнелужицким языком владели 161 взрослый и 23 несовершеннолетних).
| 1825 | 1871 | 1885 | 1905 | 1925 | 1939 | 1946 | 1950 | 1964 | 1990 | 2011 |
| ---- | ---- | ---- | ---- | ---- | ---- | ---- | ---- | ---- | ---- | ---- |
| 510  | 726  | 663  | 695  | 792  | 722  | 897  | 868  | 855  | 556  | 543  |